# Sabinópolis
Sabinópolis es un municipio brasileño del estado de Minas Gerais. Según el censo del IBGE del año 2010, la población era de 15 707 habitantes.